# Жинасерви
Жинасерви (фр. Ginasservis) насеље је и општина у Француској у региону Прованса-Алпи-Азурна обала, у департману Вар која припада префектури Брињол.
По подацима из 2011. године у општини је живело 1523 становника, а густина насељености је износила 40,65 становника/km². Општина се простире на површини од 37,47 km². Налази се на средњој надморској висини од 350 метара (максималној 490 m, а минималној 312 m).

## Демографија
| 1962. | 1968. | 1975. | 1982. | 1990. | 1999. | 2006. | 2011. |
| ----- | ----- | ----- | ----- | ----- | ----- | ----- | ----- |
| 511   | 612   | 643   | 779   | 911   | 984   | 1.358 | 1.523 |

График промене броја становника у току последњих година